# Détachement (géologie)
Pour les articles homonymes, voir détachement.
En géologie, un détachement est une faille normale de grande extension et faiblement pentée. Par exemple, les failles autour d'un dôme métamorphique qui s'exhume sont des détachements. De la même manière, certains modèles de rift impliquent la présence de détachement traversant la croûte continentale. De fait, ces "failles" sont le plus souvent des zones de cisaillement plus que des ruptures nettes.